# Kouka (département)
Pour les articles homonymes, voir Kouka.
Kouka est un département et une commune rurale du Burkina Faso, situé dans la province des Banwa et la région de la Boucle du Mouhoun. En 2019, le département comptait 73 747 habitants.

## Villages
Le département comprend un village chef-lieu (populations actualisées en 2012) :
- Kouka (10 187 habitants)

et 16 autres villages :
- Bankouma (3 349 habitants)
- Bourawali (417 habitants)
- Diontala (4 191 habitants)
- Fini (3 009 habitants)
- Houna (3 483 habitants)
- Kouelworo (923 habitants)
- Koulakou (1 454 habitants)
- Kouroumani (2 359 habitants)
- Liaba (541 habitants)
- Mahouana (7 019 habitants)
- Mollé (3 539 habitants)
- Saint-Michel (667 habitants)
- Sallé (2 930 habitants)
- Sama (3 853 habitants)
- Sélenkoro (1 111 habitants)
- Siwi (4 383 habitants)